# Evangelische Kirche (Ruppertenrod)

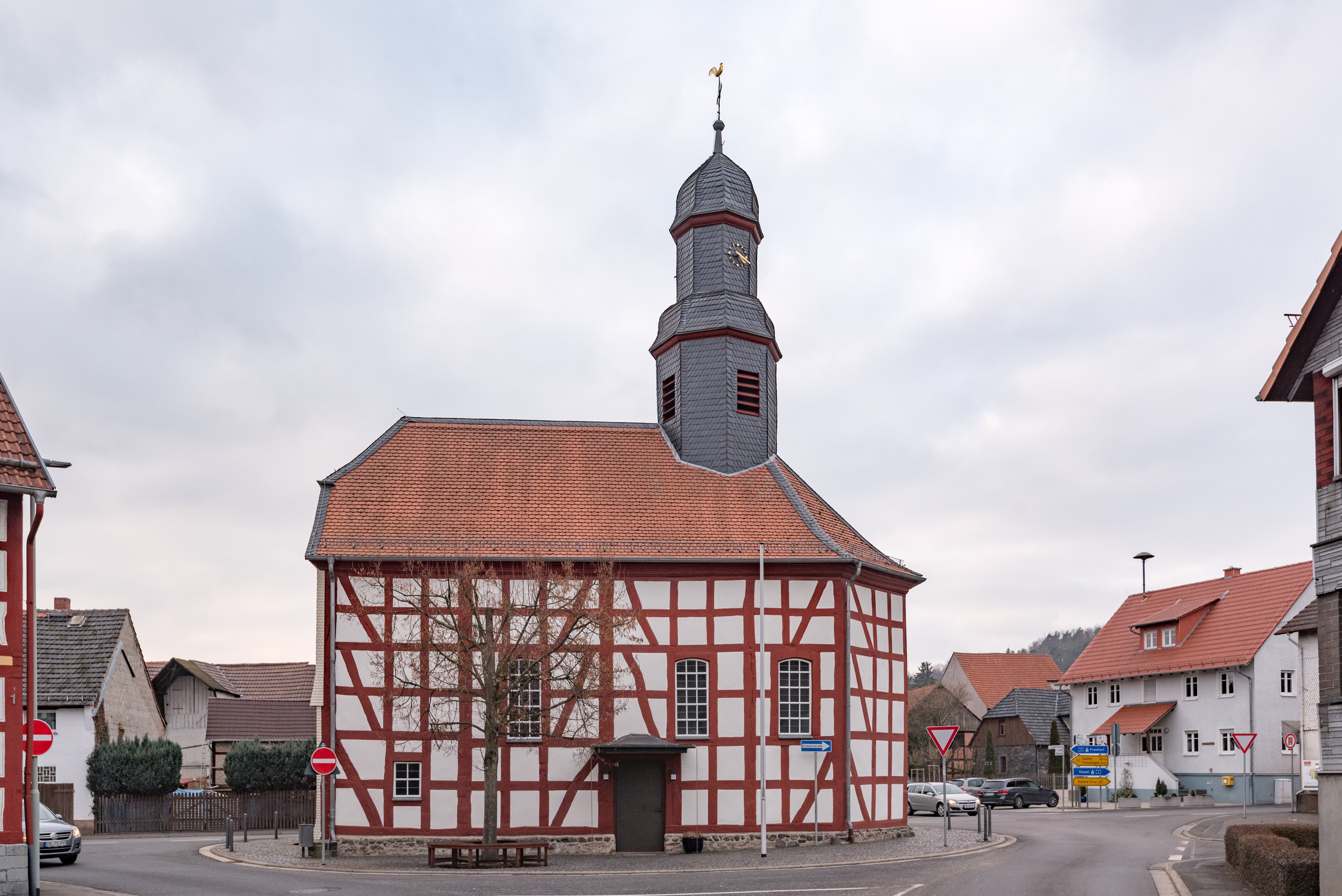
Kirche von Osten

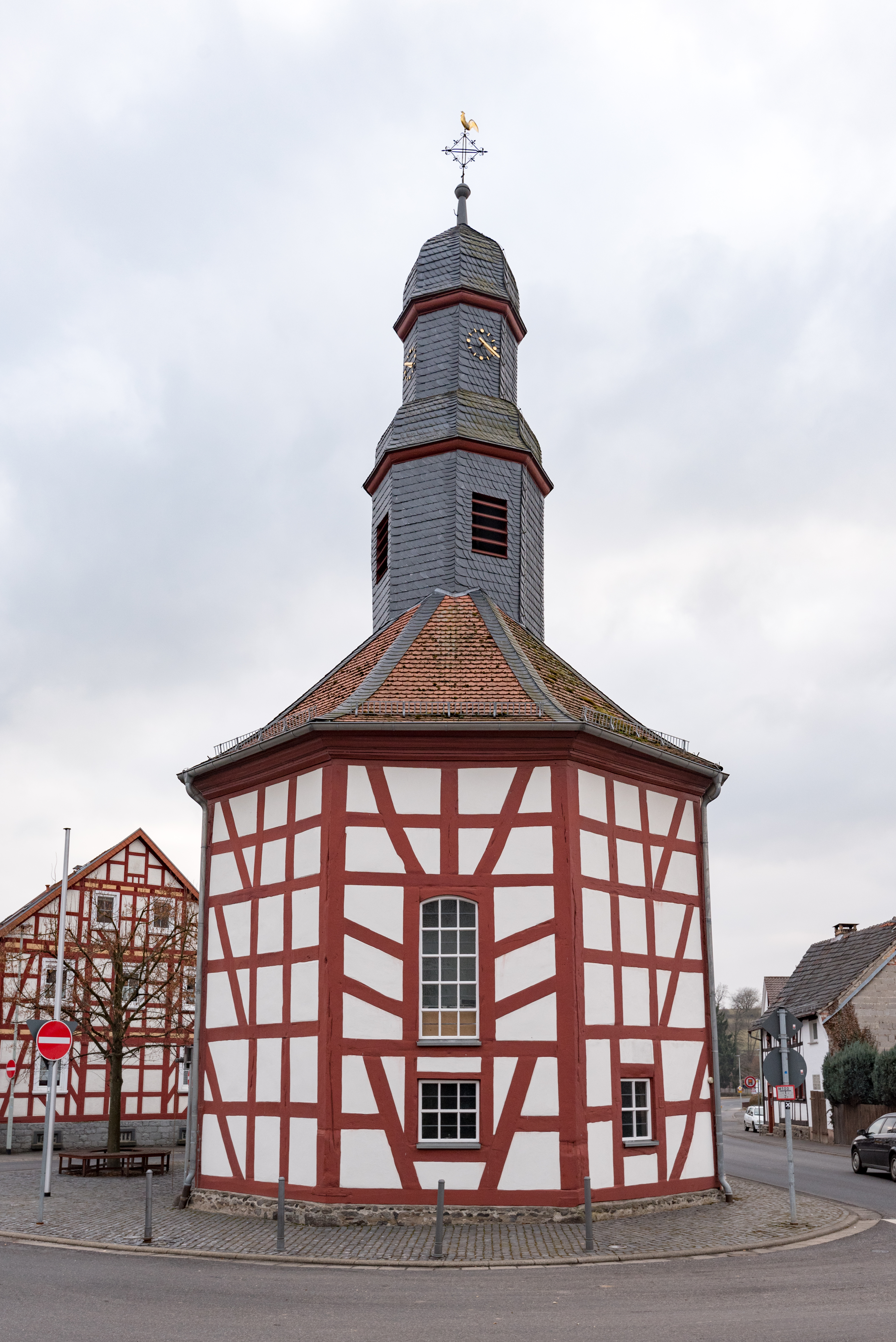
Blick von Norden

Die evangelische Kirche in Ruppertenrod, einem Ortsteil der Gemeinde Mücke im hessischen Vogelsbergkreis, ist eine denkmalgeschützte Fachwerkkirche aus dem Jahr 1711. Die barocke Saalkirche hat einen dreiseitigen Schluss mit einem zweigeschossigen Haubendachreiter und prägt durch ihre zentrale Lage das Ortsbild.

## Geschichte
Ruppertenrod besaß bereits in vorreformatorischer Zeit ein Gotteshaus, das eine Filiale der Mutterkirche Ober-Ohmen war. Mit Einführung der Reformation unter den Freiherren Riedesel zu Eisenbach wechselte die Kirchengemeinde zum evangelischen Bekenntnis. Erster protestantischer Pfarrer des Kirchspiels Ober-Ohmen war Georg Rupel (* um 1523) von 1550 bis nach 1553.
Als die alte Kirche zu Beginn des 18. Jahrhunderts baufällig und zu klein wurde, beschloss die Gemeinde einen Neubau. In einem Kollektengesuch bat die Gemeinde den Landgrafen Ernst Ludwig ihr Bauvorhaben zu unterstützen, da sie „vorhabens seien, eine ganz newe Kirche von Grund auf aufzubawen“. Die Kollekten wurden bis nach Eisenach, Ulm und Augsburg abgehalten.
Baubeginn war im Jahr 1710, die Fertigstellung erfolgte 1711. Vom Vorgängerbau wurde der Dachreiter übernommen. Die alte Kirche wurde nicht abgerissen, sondern in ein Wohnhaus umgewandelt. Die Neubaupläne im Jahr 1788 wurden nicht ausgeführt; stattdessen folgte eine umfassende Renovierung. 1826/1827 folgten eine Reparatur des Daches und eine Innenrenovierung. Im Zuge einer weiteren Renovierung im Jahr 1851 wurde eine neue Orgel eingebaut. Die Pfarrchronik aus dem Jahr 1858 gibt darüber Auskunft, dass die Kirche sieben Fenster und zwei Glocken hatte. An den Renovierungsarbeiten von 1899 waren ein Weißbinder, Schlosser, Maurer, Schreiner und ein Glaser beteiligt. Weitere Außenreparaturen waren 1905/1906 erforderlich. Sie beinhalteten die Freilegung des verschindelten Fachwerks an den wetterabgewandten Seiten. Bei einer Innenrenovierung 1930 legte der Darmstädter Kirchenmaler Kienzle an der Decke auf barocker Grundlage die alten Farbschichten samt Engeln und Arabesken wieder frei. Bei der letzten Innen- und Außenrenovierung 1999 wurde das Dach neu eingedeckt.
Das Kirchspiel Ober-Ohmen besteht aus den drei Kirchengemeinden Unter-Seibertenrod, Ruppertenrod und Ober-Ohmen. Es gehört zum Dekanat Gießener Land in der Propstei Oberhessen der Evangelischen Kirche in Hessen und Nassau.

## Architektur

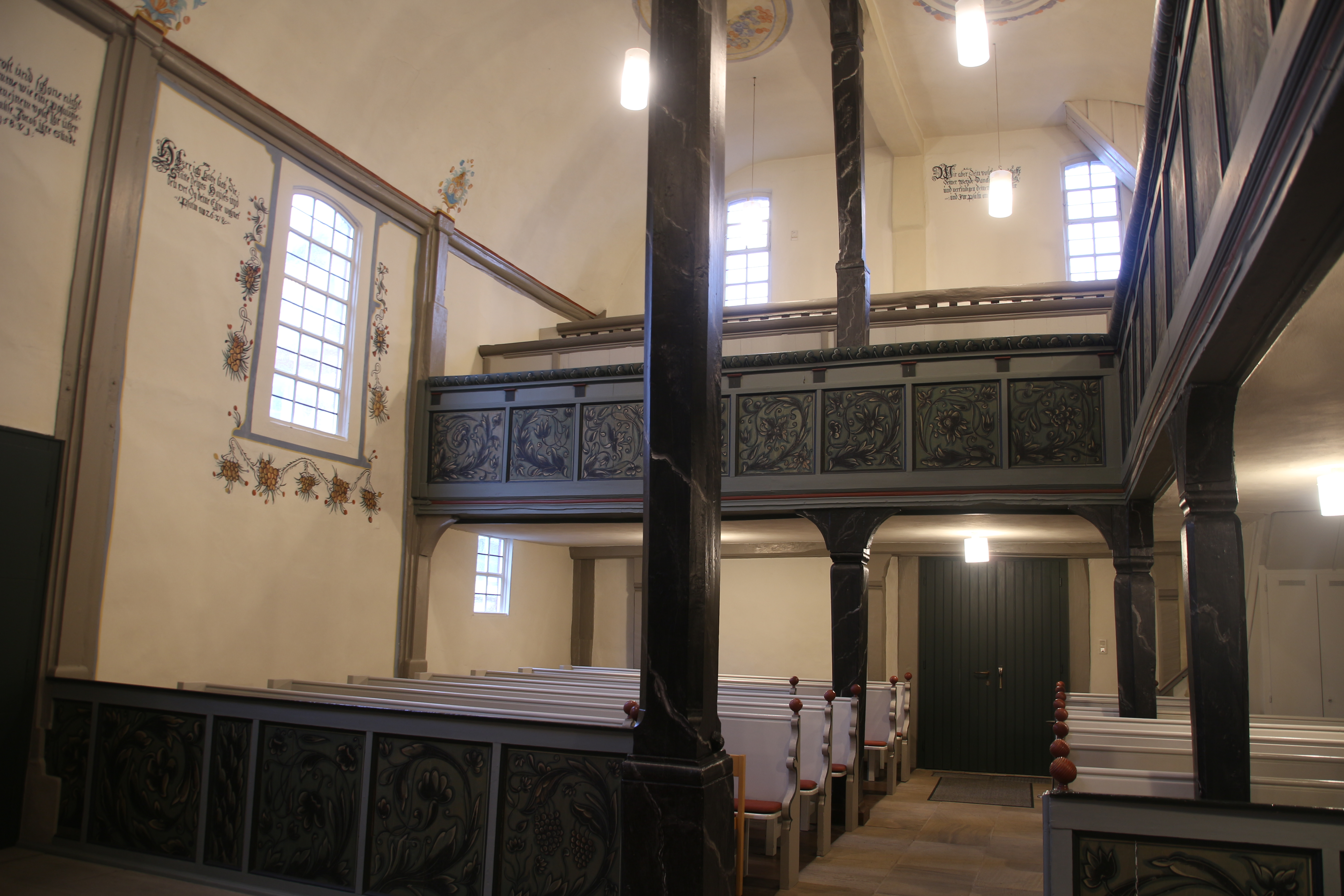
Blick nach Süden

Südportal mit dem Wappen derer von Riedesel

Die nicht geostete, sondern nach Nord-Nordost ausgerichtete Kirche ist im Ortszentrum errichtet und liegt am Lutherweg 1521. Von drei Seiten umschließen Straßen die Kirche, die wie bei einer Verkehrsinsel unmittelbar an die Straßen angrenzt. Architektonisch ähnelt die Kirche in Ruppertenrod der Evangelischen Kirche Stumpertenrod.
Die Fachwerkkirche in Rähmbauweise mit durchgehenden Eckständern ist an der westlichen Langseite und der Südseite verschindelt. Die übrigen Seiten zeigen rote Balken mit weiß verputzten Gefachen. Der Chor hat einen dreiseitigen Schluss. Das Fachwerk wird durch umlaufende Riegel in sechs Ebenen gegliedert, die paarweise drei Zonen bilden. Streben, die jeweils durch zwei Gefache laufen, dienen der Aussteifung. Nur im Bereich des Chorfensters ersetzen zwei Streben den Brustriegel. Im Polygonalchor bilden die Streben ein Tannenbaum-Motiv. Der achtseitige Dachreiter wird von eigenen Stützen getragen. Er ist vollständig verschindelt und hat im unteren Geschoss vier hochrechteckige Schalllöcher. An vier Seiten des verjüngten Obergeschosses sind die Ziffernblätter der Turmuhr angebracht. Die Haube wird von einem Turmknauf, Kreuz und Wetterhahn bekrönt.
Die Kirche wird durch drei hochrechteckige Portale erschlossen. Während die Portale an den Langseiten schlicht ausgeführt sind, ist das Südportal repräsentativ gestaltet. Zwei Freisäulen tragen einen Architrav, über dem das prächtige Wappen derer von Riedesel angebracht ist. Das Südportal war ursprünglich an der Westseite angebracht, wurde wegen der angrenzenden Bundesstraße aber verlegt.

## Ausstattung

Bauzeitliche Kanzel

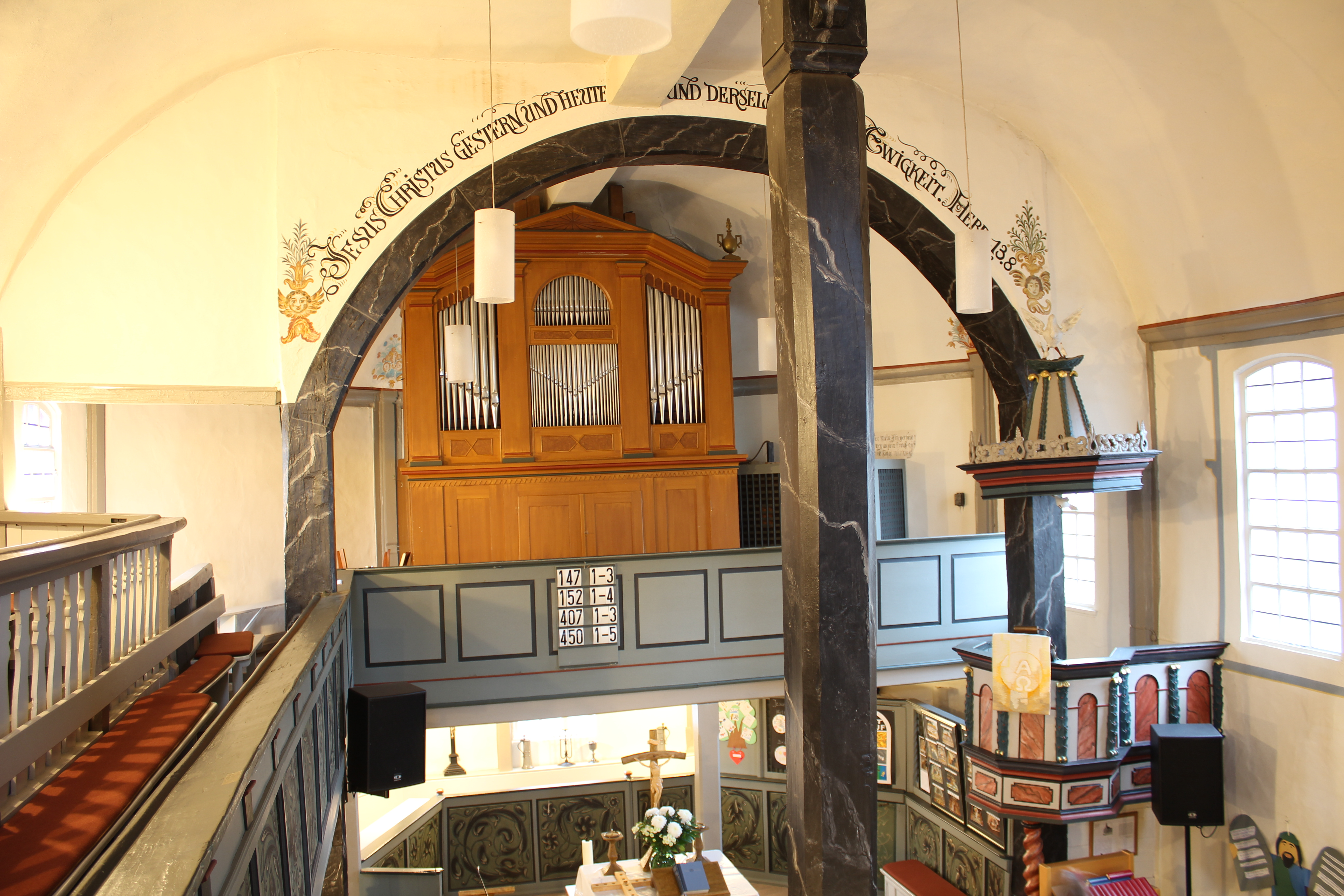
Blick auf den Chorbogen

Das Langhaus wird durch eine Holztonne abgeschlossen, die auf Wanddiensten ruht. Die Muldendecke, die im Chor fortgeführt wird, ist im Langhaus mit vier Medaillons bemalt, die Engel mit Wolken aus blauen und roten Punkten zeigen. Die Wände sind mit Bibelsprüchen bemalt, im Osten des Schiffs mit Jes 58,1  und Ps 26,8 , im Süden mit Ps 79,13  und im Osten des Chors mit Mt 16,24  neben der nur teilweise erhaltenen Darstellung des Gekreuzigten. Ein Ostfenster ist mit einer Bemalung aus beerenartigen Ornamenten umrahmt.
Die profilierten Bundpfosten sind innen mit Basen und Kapitellen wie Steinsäulen gestaltet. Ein vierseitiger Mittelpfosten mit gefasten Ecken und reich gestalteten Kopfbändern trägt einen Längsunterzug, der in den Chor hineinreicht. Ein großer runder hölzerner Triumphbogen auf zwei freistehenden Stützen, die schwarz-marmoriert bemalt sind, öffnet den Chor zum Schiff. Über dem Bogen ist der Bibelvers zu lesen: „JESUS CHRISTUS GESTERN UND HEUTE UND DERSELBE AUCH IN EWIGKEIT. HEBR.13.8“. Er wird von zwei geflügelten Engelsköpfen unter einem Blumenstrauß flankiert. Die bauzeitliche, dreiseitig umlaufende Empore hat kassettierte Füllungen, die im Bereich des Schiffs mit ornamentalem Rankenwerk (schwarz auf olivgrünem Hintergrund) verziert, im Chor aber schlicht gehalten sind. Die Ostseite mit der Kanzel ist von Emporen ausgespart.
Schmuckstück der Kirche ist die hölzerne polygonale Kanzel aus der Bauzeit der Kirche, die an der östlichen Chorstütze angebracht ist. In ihrer bunten Fassung hebt sie sich von der übrigen Einrichtung wirkungsvoll ab. Im Kanzelkorb sind die rotmarmorierten Füllungen auf weißem Hintergrund oben rundbogig und im unteren Teil querrechteckig gestaltet. Die Kanzelfelder werden durch türkisfarbene Lorbeerstäbe an den Ecken gegliedert. Der profilierte Schalldeckel wird von durchbrochenem Schnitzwerk verziert. Die kegelförmige Spitze wird von Lorbeergirlanden verziert und einem weißen Pelikan bekrönt, der mit Blut aus seiner eigenen Brust seine beiden Jungen nährt, ein altes christliches Symbol für Christus, der sein Leben als Opfer gibt.
Das Altarkreuz aus Lindenholz mit dem Kruzifix des Dreinageltypus wurde 2011 von Karin Barth aus Bischofsheim in der Rhön geschaffen.
Das Kirchengestühl stammt aus dem Jahr 1978. Es lässt an der Westseite einen Gang frei.

## Orgel

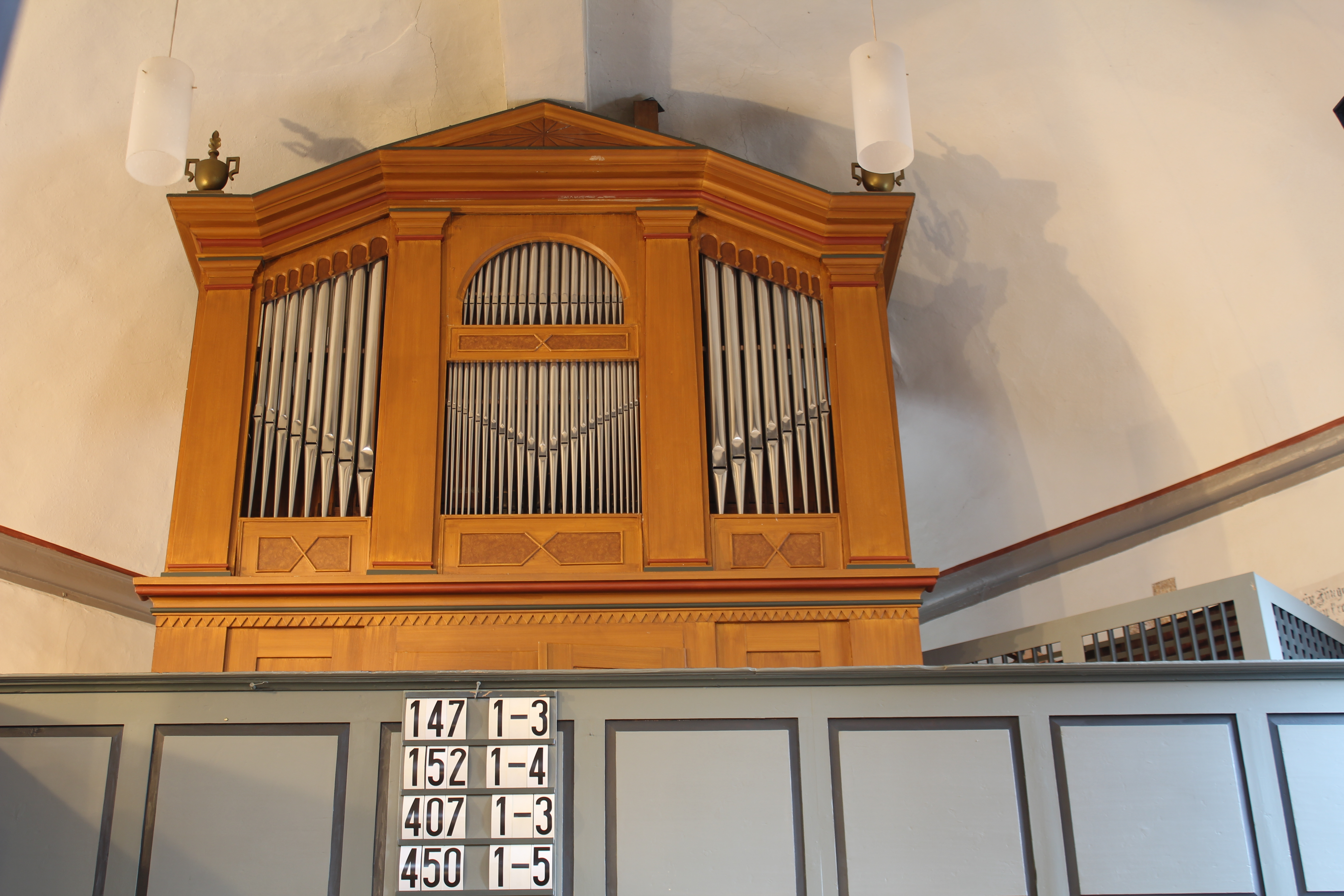
Bernhard-Orgel von 1851

Bereits im Jahr 1829 verfügte die Kirche über eine kleine Orgel mit vier Registern. Als 1843 in Stockhausen (Herbstein) eine neue Kirche gebaut wurde, bekundete Ruppertenrod Interesse an der Orgel von Philipp Ernst Wegmann aus dem Jahr 1774, die aber nach 1844 nach Ersrode verkauft wurde. Johann Georg Förster wurde im selben Jahr um ein Angebot für einen Orgelneubau gebeten, der nicht zustande kam.
Friedrich Wilhelm Bernhard baute für die Kirche 1850/1851 eine neue Orgel mit zehn Registern auf einem Manual und Pedal. Der dreiachsige Flachprospekt im Stil des Klassizismus wird durch Pilaster gegliedert, die einen profilierten Dreiecksgiebel tragen. Ein Architrav ruht auf den mittleren beiden Pilastern, die ein querrechteckiges Pfeifenfeld und darüber ein Rundbogenfeld umschließen. Außen schließen sich trapezförmige Flachfelder an. Das Obergesims wird von zwei bekrönenden Vasen verziert. Das Schleifladen-Instrument mit mechanischer Traktur wurde von 1988 bis 1990 restauriert. Die Disposition lautet wie folgt:
| I Manual C–f3 |       |
| Principal     | 8′    |
| Bourdon       | 8′    |
| Salcional     | 8′    |
| Flauto dolce  | 8′    |
| Octav         | 4′    |
| Flauto        | 4′    |
| Octav         | 2′    |
| Mixtur IV     | 2 ⁄3′ |

| Pedal C–d1 |     |
| Subbass    | 16′ |
| Violonbass | 8′  |

- Koppel: I/P

## Geläut

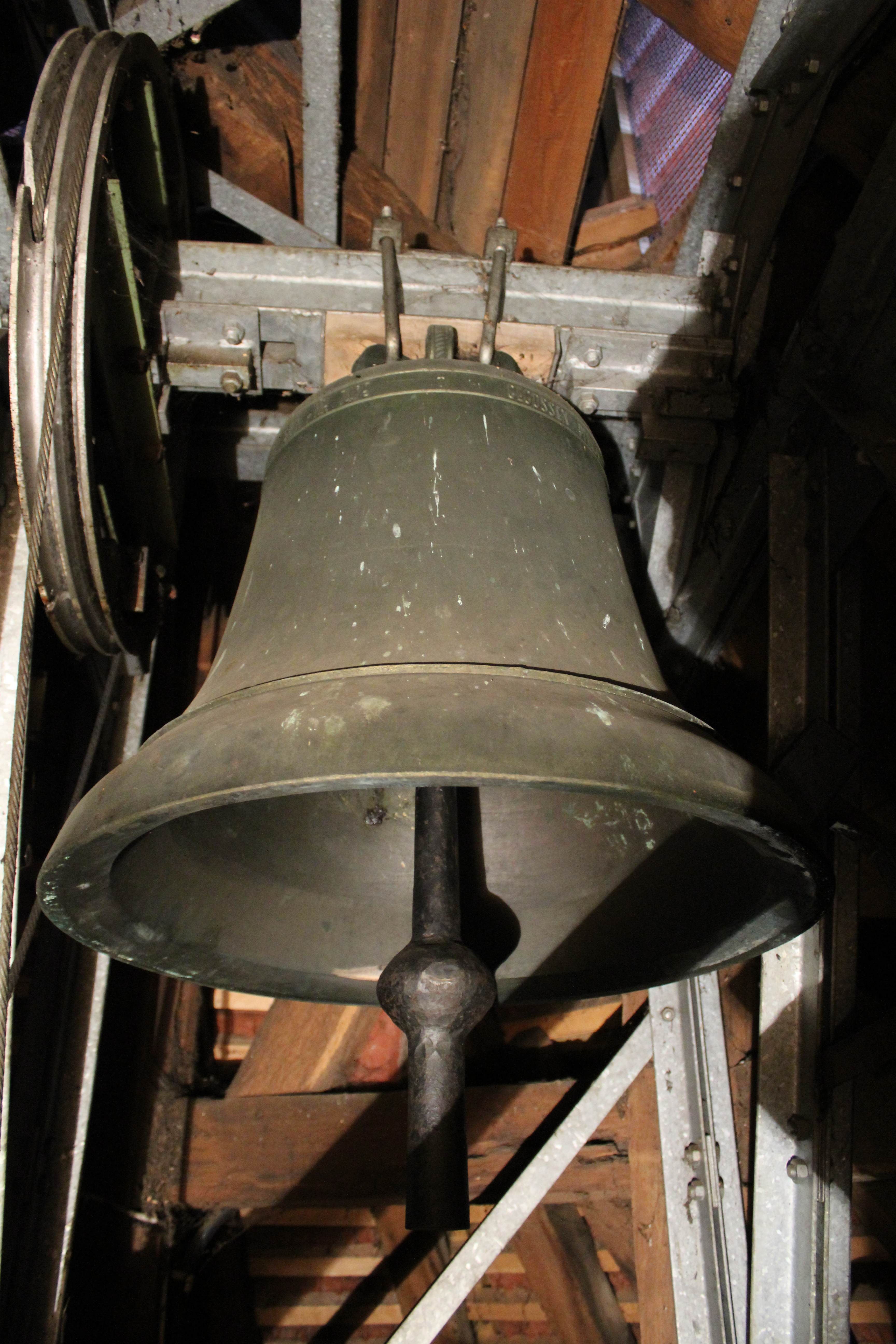
Glocke im Dachreiter

Im Jahr 1858 beherbergte die Kirche zwei Glocken. Die älteste, kleine Glocke stammte aus dem Jahr 1582 und wurde wahrscheinlich aus der Vorgängerkirche übernommen. Nachdem sie gesprungen war, schaffte die Gemeinde 1892 drei neue Glocken an. Zwei von ihnen wurden 1917 zu Rüstungszwecken abgeliefert, von denen eine 1922 ersetzt wurde. 1942 musste wieder eine Glocke abgegeben werden. Seit 1951 ist das Dreiergeläut wieder vollständig. Die Firma Rincker goss die neuen Glocken mit scharfem Zierring auf dem Wolm.